# Martine Aubry
Martine Aubry, nombre de nacimiento Martine Delors (París, 8 de agosto de 1950), es una política francesa.
Es la antigua primera secretaria del Partido Socialista francés. Ostenta también la alcaldía de Lille, desde marzo de 2001. Es presidenta de la Eurometrópolis Lille-Kortrijk-Tournai desde el 9 de abril de 2010. Fue ministra de Asuntos Sociales y de Trabajo del gobierno de Francia.
Es hija de Jacques Delors, quien fuera presidente de la Comisión Europea entre 1985 y 1995.

## Carrera política
Militante y miembro del PS, ha sido ministra de Empleo y Solidaridad de Francia en el gobierno del primer ministro Lionel Jospin y es alcaldesa de Lille desde marzo de 2001.
En noviembre de 2008 se impuso en las elecciones por la presidencia del Partido Socialista, con un 50,02 % de los votos, frente al 49,98 % de la candidata Ségolène Royal, quien fue candidata a la presidencia de Francia en 2007. La votación se decidió por un margen de 102 votos y Royal manifestó que los resultados eran «discutibles». Ante las reclamaciones de una nueva votación, el todavía primer secretario del partido, François Hollande, anunció la convocatoria del Consejo Nacional para validar la votación. Este confirmó su elección el 25 de noviembre de 2008.